# Kierunek głównego uderzenia
Kierunek głównego uderzenia – kierunek (pas terenu) decydujący w działaniach zaczepnych (w walce, operacji), na którym znajduje się obiekt głównego uderzenia i skupia się zasadniczy wysiłek działań bojowych (główne siły i środki ogniowe). 
Kierunek głównego uderzenia powinien:
- zmierzać do celu ważnego pod względem taktycznym (operacyjnym, strategicznym),
- zapewniać szybkie złamanie oporu nieprzyjaciela i wyeliminowanie z walki (bitwy) jego głównych sił,
- stwarzać dogodne i korzystne warunki działania dla wojsk własnych.

Wybór kierunku głównego uderzenia to zasadniczy akt decyzji dowódcy, stanowiący podstawę planu walki (operacji). Decyzję taką podejmuje się po wnikliwej analizie otrzymanego zadania i wszechstronnej ocenie położenia. W działaniach morskich kierunek głównego uderzenia określa się położeniem obiektu nieprzyjaciela, którego zniszczenie lub rozbicie może spowodować osiągnięcie celu operacji lub walki.